# Apple A7
Apple A7 — 64-бітний 2-ядерний ARM-мікропроцесор компанії Apple із серії Apple Ax. Мікроархітектура Cyclone. Використовує набір інструкцій ARMv8.

## Опис
Процесор є першим 64-бітовим ARM-чипом що промислово випускається — це є значним прогресом у розвитку серії Apple Ax.
Компанією Apple заявлено, що чип Apple A7 належить до класу настільних процесорів. І незалежний аналіз мікроархітектури чипу підтвердив, що наприклад таку ж кількість блоків виконання операцій і аналогічний буфер переупорядковування можна виявити в сучасних настільних процесорах розроблених компанією Intel.
Процесори Apple A7 принаймні вдвічі продуктивніші за чип Apple A6, що працюють в iPhone 5. Досягається це за рахунок використання пам'яті LPDDR3, так і за рахунок розширення системи команд новими інструкціями, дворазового збільшення числа регістрів процесора (з 16 до 32, як РОН так і FPU), і введення більш швидких SIMD операцій.
Чип має площу 102 мм2 і містить трохи більше мільярда транзисторів. Він містить графічний процесор (GPU), як вважають у AnandTech і фахівці Chipworks це PowerVR G6430 в 4-кластерній конфігурації.
Виготовлений по 28 нм HKMG процесу на фабриці Samsung.
Розміри кешів L1 для даних — 64 кБ, для інструкцій — 64 кБ, а L2 — 1 МБ (він загальний для обох ядер).
Процесор має більш високу енергоефективність, ніж попередні процесори. Для поліпшення енергозбереження в продуктах разом з A7 використовується співпроцесор (мікроконтролер) M7, на базі ядра ARM Cortex-M3, що обробляє сигнали з різних датчиків (акселерометри, гіроскопи тощо).
TDP Apple A7 імовірно 2-3W.

## Використання
Пристрої, що використовують мікропроцесор Apple A7:
- iPhone 5S — вересень 2013
- iPad Air (на частоті 1.4 ГГц) — жовтень 2013
- iPad mini з дисплеєм Retina (iPad mini 2) — жовтень 2013[13]
- iPad mini 3 — жовтень 2014[13]

## Галерея
| S5L8960                                            |
| Чип А7 APL0698, що використовується з вересня 2013 |

| S5L8965                                           |
| Чип А7 APL5698, що використовується з жовтня 2013 |